# 清水世津
清水 世津（しみず せつ、1943年12月5日 - ）は、日本の女優である。本名は不明。1965年（昭和40年）7月3日、成人映画『女にして』（監督経堂三郎）でデビュー、独立系成人映画の黎明期の女優として知られ、1967年（昭和43年）12月26日に公開された「日本初の立体映画」とされる『変態魔』（監督関孝二）に主演したことでも知られる。

## 人物・来歴

### 成人映画の時代
1943年（昭和18年）12月5日、第二次世界大戦中に神奈川県藤沢市に生まれる。
1962年（昭和37年）3月、富士見丘高等学校（現在の横浜富士見丘学園中等教育学校）を卒業する。卒業後は、一般企業に就職したが、その後、民間放送のためのタレント養成所である電通テレビタレントセンターに所属した。『日本映画俳優全集・女優編』によれば、1965年（昭和40年）7月3日に公開された高尾ゆり主演による成人映画『女にして』（監督経堂三郎）に「美容師」役で助演して、満22歳でデビュー、としている。ただし同時代資料であり、清水本人に取材した『Pinkyパンチ』8月創刊号（1970年）の記事には、「昭和38年12月デビュー」（1963年）との記述がある。当初は助演であったが、1966年（昭和41年）4月12日公開の『熱い渇き』（監督経堂一郎）、同年11月公開『悪女志願』（監督湯浅浪男）あるいは『処女?戦慄』（監督経堂一郎）、1967年（昭和42年）4月公開の『ベッドダンス』（監督奥脇敏夫）で主演女優となる。『日本映画発達史』の田中純一郎は、同書のなかで黎明期の成人映画界のおもな出演者として、扇町京子、橘桂子、城山路子（光岡早苗と同一人物）、内田高子、香取環、新高恵子、松井康子、西朱実、朝日陽子、火鳥こずえ、華村明子、森美沙、湯川美沙、光岡早苗、路加奈子、有川二郎、里見孝二、川部修詩、佐伯秀男の名を挙げているが、清水の名は挙げられていない。しかしながら清水は、同様に黎明期のおもな脚本家・監督として挙げた人物のうち、西原儀一が初めて成人映画界に進出した年に、西原の監督作『第三の情事』（「千葉隆志」名義）、『チコという女 可愛い肌』の2作に立て続けに出演しており、独立系成人映画の黎明期の女優であるといえる。
1966年（昭和41年）9月、国映が香取環、松井康子、谷口朱里、可能かず子、飛鳥公子、美矢かほる、奈加公子、桂奈美、橘桂子といった成人映画スター女優を結集した『悲器』（監督湯浅浪男）を公開、清水もこれに出演した。1967年（昭和43年）12月26日に公開された「日本初の立体映画」とされる関孝二の監督作『変態魔』に主演している。ただしこの「日本初」は成人映画界におけるものであり、『飛び出した日曜日』（監督村田武雄、1953年4月22日）が先である。1968年（昭和43年）には、まだ日活ロマンポルノ（1971年 - 1988年）を開始していなかった日活がいくつか成人映画に触手を伸ばしており、児井英生の青山プロダクションが製作した『女浮世風呂』（監督井田探、脚本山崎巌）に林美樹、辰巳典子、美矢かほる、大月麗子、谷ナオミ、乱孝寿、内田高子、火鳥こずえらとともに出演、同じく『ある色魔の告白 色欲の果て』（監督江崎実生、脚本山崎巌）に乱孝寿、林美樹、高月絢子、火鳥こずえ、辰巳典子、美矢かほる、橘桂子、大月麗子、高鳥和子、真湖道代らとともに出演、それぞれ同年7月10日、同年8月14日に公開された。当時、専門誌『成人映画』の編集長であった川島のぶ子は、「美人ではないが人妻、OL、ズベ公、コールガール、女医、小説家など役柄によっていかにもそれらしいムードを漂わせ、崩れた女、ことに酒場のマダムなどを演じさせたら天下一品」と演技力を評価、「ベッド・シーンの演技と表情には定評のある芸達者」と評した。
1969年（昭和44年）、「清水事務所」を設立して独立した。同じころ、新宿駅西口にスナック「絵亜甚」（Airgin）を開業している。1970年（昭和45年）に公開された『女教師の性教育』（監督山本晋也）、あるいは『王将定石松葉くずし』（監督武田有生）が、記録に残る最後の主演作であり出演作である。ただしこの時期の作品記録が掲載されている『映画年鑑 1973』において、独立系の映画作品については監督名や製作・配給会社名以外記載されておらず、この時期の出演者が概して不明である。渡辺護が、同年11月に発行された雑誌『映画芸術』に「五年前の女優でわずかに残ったのが、香取環に清水世津ぐらいである」と記しており、同年末の段階では、清水はまだ引退していない。『日本映画俳優全集・女優編』の川島のぶ子の記述によれば、「やがて結婚してスクリーンから姿を消した」という。同年末での引退であるとしても、満27歳であった。以降の消息は知られておらず、存命であれば2014年（平成26年）には満71歳である。

### 再評価
2003年（平成15年）3月14日に山形ドキュメンタリーフィルムライブラリーで行われた「忘れ去られた映画史4 - ちょっとミステリー」特集上映で、主演作『ベッドダンス』が上映された。
2009年（平成21年）3月14日 - 同年5月15日にラピュタ阿佐ヶ谷で行なわれた「60年代まぼろしの官能女優たち」の特集上映で、『女王蜂の欲情』（監督小川欽也、3月21日 - 同27日）、『桃色電話』 （監督西原儀一、4月25日 - 5月1日）、『引裂れた処女』（監督西原儀一、5月2日 - 同8日）、『悲器』（監督湯浅浪男、5月9日 - 同15日）がそれぞれ16mmフィルム版上映用プリントで上映された。同年9月11日 - 同13日に神戸映画資料館で行われた「60年代・独立プロ伝説 西原儀一と香取環 前編」特集上映で、出演作『チコという女 可愛い肌』（監督西原儀一、1965年）、『美しき悪女』（監督西原儀一、1966年）がそれぞれ16mmフィルム版上映用プリントで上映され、同年10月2日 - 同4日に同所で行われた同後編の特集上映では、『桃色電話』『引裂れた処女』がそれぞれ16mmフィルム版上映用プリントで上映された。
2011年（平成23年）5月14日 - 同年7月15日にラピュタ阿佐ヶ谷で行なわれた「60年代まぼろしの官能女優たち PART II」の特集上映で、『美しき悪女』（6月18日 - 同24日）、『広域重要指定犯108号 嬲りもの』（監督木俣堯喬、1969年、7月2日 - 同8日）、『不能者』（監督小林悟、1967年、7月9日 - 同15日）がそれぞれ16mmフィルム版上映用プリントで上映された。同年10月21日 - 同22日に神戸映画資料館で行われた「特別編 伝説の女王・香取環」特集上映で、『桃色電話』が16mmフィルム版上映用プリントで上映された。
2012年（平成24年）に銀座シネパトスで行われた「PINK FILM CHRONICLE 1962-2012 午後8時の映画祭」の特集上映で、同年8月17日 - 同18日には『女王蜂の欲情』が16mmフィルム版上映用プリントで上映された。同年8月31日 - 9月1日に神戸映画資料館で行われた「小林悟 元祖独立プロ監督」特集上映では出演作『不能者』、9月30日 - 10月1日に行われた「プロ鷹クロニクル PART-2」特集上映では『広域重要指定犯108号 嬲りもの』、『裸体の街』（監督木俣堯喬、1969年）がそれぞれ16mmフィルム版上映用プリントで上映された。

## フィルモグラフィ
クレジットはすべて「出演」である。東京国立近代美術館フィルムセンター（NFC）、デジタル・ミーム等の所蔵・現存状況についても記す。

### 1965年
- 『女にして』 : 企画浄明寺太郎、監督経堂三郎、主演高尾ゆり、製作轍プロダクション、配給関東ムービー配給社、1965年7月3日公開（成人映画・映倫番号 14072） - 出演・「美容師」役（デビュー作）
- 『素肌の叫び』 : 監督星名雅人、主演谷口朱里、製作シネユニモンド、配給明光セレクト、1965年9月14日公開（成人映画・映倫番号 14135）
- 『第三の情事』 : 製作後藤充弘、監督千葉隆志、音楽吉野達弥、主演新高恵子、製作・配給葵映画、1965年11月公開（成人映画・映倫番号 14242）
- 『チコという女 可愛い肌』 : 製作後藤充弘、監督西原儀一、音楽吉野達弥、主演工藤那美、製作・配給葵映画、1965年12月公開（成人映画・映倫番号 14357） - 出演・「バーチエリオ アキちゃん」役、63分の16mmフィルム版上映用プリントが現存[22]

### 1966年
- 『女王蜂の欲情』（『女王蜂の欲望』） : 監督小川欽也、主演内田高子、製作・配給大蔵映画、1966年1月公開（成人映画・映倫番号 14316） - 出演、74分の16mmフィルム版上映用プリントが現存[21][26]
- 『女で銭を抱け』 : 企画井上猛夫、製作高木悟朗、監督・脚本酒匂真直、主演小島まり、製作映画日本新社、配給センチュリー映画社、1966年1月公開（成人映画・映倫番号 14332） - 出演・「手塚静子」役
- 『女の狂宴』 : 製作斎藤邦唯、監督渡辺護、主演花家五郎、製作・配給扇映画、1966年1月公開（2月公開とも、成人映画・映倫番号 14363） - 出演・「保子」役
- 『制服の絶叫』 : 製作・監督西原儀一、主演美咲容子、製作・配給葵映画、1966年2月15日公開（成人映画・映倫番号 14388）
- 『熱い渇き』 : 監督経堂一郎、製作轍プロダクション、1966年4月12日公開（成人映画・映倫番号 14438） - 主演
- 『悪僧』 : 製作矢元照雄、企画朝倉大介、監督向井寛、主演内田高子、製作東京芸術映画、配給国映、1966年6月公開（成人映画・映倫番号 14543）
- 『あなたの留守に?』 : 監督小川欽也、主演新高恵子、製作・配給大蔵映画、1966年8月公開（成人映画・映倫番号 不明）
- 『もだえ花』 : 企画・製作川島三十三、監督石山堅、共演麻里亜子、製作中央映画テレビ、配給大蔵映画、1966年8月公開（成人映画・映倫番号 不明）
- 『夜の日記』 : 製作寺内伍郎、監督小川欽也、主演可能かづ子・谷口朱里、製作新星プロダクション、配給関東ムービー配給社、1966年9月公開（成人映画・映倫番号 不明）
- 『悲器』 : 製作矢元照雄、監督湯浅浪男、主演香取環・松井康子、製作湯浅プロダクション、配給国映、1966年9月公開（成人映画・映倫番号 不明）） - 出演、84分の16mmフィルム版上映用プリントが現存[21]・84分のVHSビデオグラムをハミングバードが発売
- 『裏窓の情事』 : 監督青山繁、主演左京未知子、製作外苑プロダクション、配給大蔵映画、1966年11月公開（成人映画・映倫番号 不明）
- 『悪女志願』 : 監督湯浅浪男、製作・配給国映、1966年11月公開（成人映画・映倫番号 不明） - 主演
- 『女の反応』 : 監督小林悟、主演飛鳥公子、製作東京プロダクション、配給六邦映画、1966年11月公開（成人映画・映倫番号 不明）
- 『処女?戦慄』 : 企画菜穂俊一、製作小島武三・松永六郎、監督経堂一郎、共演野上正義・新高恵子、製作日本歌演、1966年11月公開（成人映画・映倫番号 不明） - 主演
- 『美しき悪女』 : 製作後藤充弘、監督・脚本西原儀一、主演香取環、製作・配給葵映画、1966年12月公開（成人映画・映倫番号 不明） - 出演、72分の16mmフィルム版上映用プリントが現存[22][24]
- 『虹の乳房』 : 企画・原案津島友孝、製作・脚本小諸次郎、監督山本晋也、主演高月絢子、製作青年群像、配給明光セレクト、1966年12月公開（成人映画・映倫番号 不明）
- 『狂った挑発』 : 監督湯浅浪男（共同監督安藤達巳とも[3]）、共演水城リカ、製作湯浅プロダクション、配給国映、1966年12月公開（成人映画・映倫番号 14711） - 主演

### 1967年
- 『いたづら』 : 製作鷲尾飛天丸、企画千葉実、監督山本晋也、主演飛鳥公子・祝真理、製作・配給日本シネマフイルム、1967年1月13日公開（成人映画・映倫番号 不明） - 主演・「女生徒夏子」役
- 『みだれ髪』 : 製作川崎寿二、監督小林悟、主演松井康子、製作大興映画、配給六邦映画、1967年1月21日公開（成人映画・映倫番号 不明） - 主演、67分の上映用プリントをNFCが所蔵[8]
- 『女の責め』 : 製作鷲尾飛天丸、企画千葉実、監督山本晋也、共演鶴岡八郎、製作・配給日本シネマフイルム、1967年3月14日公開（成人映画・映倫番号 不明） - 主演・「ゆう子」役、70分の上映用プリントをNFCが所蔵[8]
- 『泣き濡れた情事』 : 製作後藤充弘、監督・脚本西原儀一、主演香取環、製作・配給葵映画、1967年3月28日公開（成人映画・映倫番号 不明） - 出演・「伊藤の妻」役
- 『女のよろこび』 : 企画・製作・脚本川島三十三、監督宇礼始、主演加山恵子、製作外苑プロダクション、配給大蔵映画、1967年4月7日公開（成人映画・映倫番号 不明） - 出演・「やり手のお光」役
- 『処女の烙印』 : 監督東元薫、製作・配給日映企画、1967年4月公開（成人映画・映倫番号 不明）
- 『ベッドダンス（英語版）』 : 企画・製作菜穂俊一、監督奥脇敏夫、共演左京未知子・谷ナオミ、製作・配給ワールド映画、1967年4月公開（成人映画・映倫番号 不明） - 主演、70分の上映用プリントが現存[20]
- 『乱れた関係』 : 製作後藤充弘、監督・脚本西原儀一、主演香取環・里見孝二、製作・配給葵映画、1967年5月9日公開（成人映画・映倫番号 不明） - 出演・「結城夫人」役
- 『あばずれの快楽』 : 監督小林悟、主演松井康子・橘桂子、製作・配給六邦映画、1967年5月公開（成人映画・映倫番号 不明）
- 『桃色電話』 : 製作後藤充弘、監督・脚本西原儀一、主演香取環、製作・配給葵映画、1967年8月26日公開（成人映画・映倫番号 不明） - 出演、60分の16mmフィルム版上映用プリントが現存[21][25]
- 『夜のただれ』 : 企画千葉実、監督山本晋也、脚本五代斗志夫、主演林美樹、製作・配給日本シネマ、1967年9月2日公開（成人映画・映倫番号 15018） - 出演、58分の上映用プリントをNFCが所蔵[8]
- 『ダブル・エッチ』 : 企画・製作菜穂俊一、監督奥脇敏夫、主演松井康子、製作・配給ワールド映画、1967年9月公開（成人映画・映倫番号 不明） - 出演・「北川光江（30才）」役
- 『肉地獄』 : 製作山辺信雄、監督松原次郎、原作・脚本花巻京太郎、主演林美樹、製作ヤマベプロダクション、配給関東映配、1967年10月17日公開（成人映画・映倫番号 15079） - 出演、上映用プリントをNFCが所蔵[8]
- 『惨奇 生体実験』（『惨奇 性体実験』[12]） : 製作・監督小森白、主演谷ナオミ、製作東京興映、1967年11月21日公開（成人映画・映倫番号 不明） - 出演・「君子」役
- 『穴』 : 監督沢賢介、主演美矢かほる、製作サワプロダクション、配給アジアフイルムズ、1967年12月19日公開（成人映画・映倫番号 15143） - 出演、80分の16mmフィルム版上映用プリントをデジタルミームが所蔵[14]
- 『変態魔（英語版）』 : 監督関孝二、共演武藤周作、製作新日本映画研究社、配給日本シネマ、1967年12月26日公開（成人映画・映倫番号 不明） - 主演
- 『毒婦』 : 企画津島友孝、製作・脚本小諸次郎、監督佐々木元、製作青年群像、配給明光セレクト、1967年公開（成人映画・映倫番号 不明） - 出演・「島田みつ」役
- 『四畳半裏ばなし』 : 監督福田晴一、製作・配給六邦映画、1967年製作・公開（成人映画・映倫番号 不明） - 主演、73分の上映用プリントをNFCが所蔵[8]
- 『不能者』 : 監督小林悟、主演仲小路彗理、製作・配給国映、1967年製作・公開（成人映画・映倫番号 不明） - 出演、86分の16mmフィルム版上映用プリントが現存[24][27]・87分のVHSビデオグラムをハミングバードが発売

### 1968年
- 『クライマックス』 : 監督奥脇敏夫、主演辰巳典子、製作・配給ワールド映画、1968年公開（成人映画・映倫番号 不明） - 出演・「金融ブローカー晴江」役
- 『性の配当』 : 製作鷲尾飛天丸、企画千葉実、監督梅沢薫、共演里見孝二、製作・配給日本シネマ、1968年2月公開（成人映画・映倫番号 不明） - 主演・「磯村可奈子」役、69分の上映用プリントをNFCが所蔵[8]
- 『好色番外地 色道仁義』[3][12]（『色道仁義』[9][12]） : 製作山辺信雄、企画岸信太郎、監督三樹英樹、脚本団鬼六、主演野上正義・山本昌平、製作ヤマベプロダクション、配給日本シネマ、1968年3月公開（成人映画・映倫番号 不明） - 出演・「町子（百合の姉）」役
- 『夫婦交換』 : 製作鷲尾飛天丸、企画千葉実、監督梅沢薫、製作・配給日本シネマ、1968年4月公開（成人映画・映倫番号 不明） - 主演、62分の上映用プリントをNFCが所蔵[8]
- 『残酷 女の秘絵図』[3]（『女の秘絵図』[9][10][12]） : 監督早坂紘、製作青年群像、配給明光セレクト、1968年4月公開（成人映画・映倫番号 15339） - 主演
- 『怪談バラバラ幽霊』 : 監督小川欽也、主演秋川玲子、製作・配給大蔵映画、1968年5月28日公開（成人映画・映倫番号 不明） - 出演・「義母友子」役
- 『熱い犯行』 : 製作鷲尾飛天丸、企画千葉実、監督佐々木元、主演ハニーヨシカワ、製作・配給日本シネマ、1968年6月公開（成人映画・映倫番号 不明） - 出演・「梨枝」役
- 『ある妊娠』[3]（『ある妊婦』[12]） : 監督山下治、製作朝倉プロダクション、配給国映、1968年7月公開（成人映画・映倫番号 15405） - 主演
- 『女体の泥沼』 : 監督向山勝人、主演橘桂子、製作・配給大蔵映画、1968年7月公開（成人映画・映倫番号 15414） - 出演・「北村の妻和子」役
- 『女浮世風呂』 : 企画児井英生、監督井田探、脚本山崎巌、主演葉山良二、製作青山プロダクション、配給日活、1968年7月10日公開（成人映画・映倫番号 15430） - 出演・「ひで」役
- 『ある色魔の告白 色欲の果て』 : 企画児井英生、監督江崎実生、脚本山崎巌、主演高品格・藤木孝、製作青山プロダクション、配給日活、1968年8月14日公開（成人映画・映倫番号 15484） - 出演・「白石かずえ」役
- 『引裂れた処女』（『引裂かれた処女』[12]） : 製作・監督西原儀一、主演香取環・白川和子、製作・配給葵映画、1968年8月公開（成人映画・映倫番号 不明） - 出演、72分の16mmフィルム版上映用プリントが現存[21]
- 『ひもつき処女』 : 監督酒匂真直、製作・配給六邦映画、1968年8月公開（成人映画・映倫番号 不明） - 主演、66分の上映用プリントをNFCが所蔵[8]
- 『色くるい』 : 製作・監督沢賢介、共演祝真理・野上正義、製作サワプロダクション、1968年9月公開（成人映画・映倫番号 不明） - 主演・「仁科淳子」役
- 『セックスドライブ』 : 製作高木丈夫、監督品川照二、主演野上正義、製作シネユニモンド、配給、1968年10月公開（成人映画・映倫番号 不明） - 出演・「ホステス民江」役
- 『続・肉体女優日記』 : 製作中沢鋭二、監督佐々木元、主演乱孝寿、製作前衛企画、配給日本シネマ、1968年10月公開（成人映画・映倫番号 不明） - 出演・「九条朱美」役
- 『セックスの神秘』 : 企画・製作菜穂俊一、監督山下治、共演浜村久美、製作・配給ワールド映画、1968年10月公開（成人映画・映倫番号 15567） - 主演
- 『肉責め』 : 製作上松宗夫、監督東元薫、共演桂奈美、製作上松プロダクション、配給日映、1968年11月公開（成人映画・映倫番号 15564） - 主演
- 『刑法208条 異常暴行罪』[12]（『異常暴行罪』） : 製作馬場内弘、監督奥脇敏夫、脚本池田正一、共演辰巳典子、製作・配給日本シネマ、1968年11月公開（成人映画・映倫番号 15582） - 主演
- 『飢えた獣欲』 : 製作馬場内弘、監督梅沢薫、主演辰巳典子、製作前衛企画、配給日本シネマ、1968年11月公開（成人映画・映倫番号 15586） - 出演、58分の上映用プリントをNFCが所蔵[8]
- 『甘い初夜』 : 監督奥脇敏夫、製作・配給ワールド映画、1968年12月公開（成人映画・映倫番号 15666）
- 『セックス』 : 監督小川欽也、主演林美樹、製作・配給大蔵映画、1968年公開（成人映画・映倫番号 不明） - 出演・「由紀」役
- 『妖婦の生態』 : 監督福田晴一、製作大東映画、配給大蔵映画、1968年公開（成人映画・映倫番号 不明） - 主演
- 『もち肌くずれ』 : 監督福田晴一、製作・配給六邦映画、1968年公開（成人映画・映倫番号 不明） - 主演

### 1969年
- 『夜の技巧』 : 製作上松宗夫、企画松田武美、監督佐々木元、共演星リナ、製作上松プロダクション、配給日映、1969年1月公開（成人映画・映倫番号 15600） - 主演
- 『人肉の市』 : 監督木俣堯喬、製作プロダクション鷹、1969年1月公開（成人映画・映倫番号 15626） - 出演、上映用プリントをNFCが所蔵[8]
- 『性の女獣』 : 監督小川欽也、主演二条朱美・中原かほる、製作・配給大蔵映画、1969年1月公開（成人映画・映倫番号 15689）
- 『好色坊主 四十八手斬り』（『好色坊主四八十手斬り』[12]『好色坊主48手斬り』） : 監督東元薫、主演酒巻輝男、製作上松プロダクション、配給日映、1969年1月公開（成人映画・映倫番号 15694）
- 『野郎と情婦』 : 製作香取環・後藤充弘、監督佐々木元、製作・配給葵映画、1969年2月公開（成人映画・映倫番号 不明） - 主演
- 『おいろけ天使』 : 製作・監督西原儀一、主演香取環・白川和子、製作・配給葵映画、1969年2月公開（成人映画・映倫番号 15677）
- 『広域重要指定犯108号 嬲りもの』[24][27]（『嬲りもの 広域重要指定拳銃魔』[12]『嬲りもの』[9]） : 製作・企画・監督・脚本木俣堯喬、主演芦川絵里、製作・配給プロダクション鷹、1969年2月公開（成人映画・映倫番号 15692） - 出演、55分の16mmフィルム版上映用プリントが現存[24][27]
- 『密室』 : 製作・企画・監督・脚本木俣堯喬、主演芦川絵里・渚マリ、製作・配給プロダクション鷹、1969年4月公開（成人映画・映倫番号 15751） - 出演・「妻」役
- 『女高生のいたずら』 : 監督武田有生、主演園ひとみ、製作中央プロダクション、配給中央映画、1969年4月23日審査・同年公開（映倫番号 不明） - 出演、64分の上映用ポジプリントをNFCが所蔵[8]
- 『裸体の街』 : 製作・企画・監督・脚本木俣堯喬、主演芦川絵里、製作・配給プロダクション鷹、1969年5月公開（成人映画・映倫番号 15836） - 出演、55分の16mmフィルム版上映用プリントが現存[27]
- 『痴漢の限界』 : 製作清一世、監督山本晋也、共演大月麗子、製作東京興映、配給新東宝関西、1969年上期公開（成人映画・映倫番号 不明） - 出演・「ナツヨ」役
- 『妾と妻』 : 監督福田晴一、製作福田プロダクション、配給関東映配、1969年7月2日審査・公開（成人映画・映倫番号 不明） - 主演
- 『新妻のもだえ』 : 監督渡辺護、主演辰巳典子、製作中央映画、配給新東宝興業、1969年7月審査・公開（成人映画・映倫番号 不明） - 出演、68分の上映用プリントをNFCが所蔵[8]
- 『独身処理』 : 監督橘明、製作・配給新東宝興業、1969年7月31日審査・8月公開（成人映画・映倫番号 16012） - 主演
- 『セックスの群がり』 : 監督小川欽也、主演二条朱美・辰巳典子、製作・配給大蔵映画、1969年9月13日審査・公開（成人映画・映倫番号 不明）
- 『異常集団』 : 監督志賀隆、主演江島祐子・嵯波美也子、製作東京興映、配給新東宝興業、1969年9月26日審査・10月公開（成人映画・映倫番号 16073）
- 『甘すぎた情事』 : 監督佐々木元、主演小桜ミミ、製作日本芸術協会、1969年9月28日審査・10月公開（成人映画・映倫番号 不明） - 出演、70分の16mmフィルム版上映用プリントをデジタルミームが所蔵[14]

### 1970年
- 『女教師の性教育』[3][5] : 監督山本晋也、製作・配給東京興映、1970年2月27日審査・同年公開（成人映画・映倫番号 不明） - 主演[3]
- 『王将定石松葉くずし』[5]（『王将・松葉くずし』『好色一代 松葉くずし』[3]） : 監督武田有生、製作・配給六邦映画、1970年4月23日審査・同年公開（成人映画・映倫番号 不明） - 主演[3]

## ビブリオグラフィ
国立国会図書館蔵書等にみる書誌である。
- 「初夏を魅了するグラマースターパレード」清水世津 : 『成人映画』第17号所収、現代工房、1967年5月1日発行
- 「清水世津にHな質問」 : 『成人映画』第34号所収、現代工房、1968年11月1日発行
- カラー特集「ピンク・スター オンパレード」渚マリ・祝真理・清水世津・火鳥こずえ・鈴木寄子・不破宥子・住の江香織 : 『週刊影』5月26日増刊号（第2巻第10号通巻25号）所収、辰巳出版、1969年5月26日発行
- 「女浮世風呂」大月れい子・辰巳典子・清水世津・乱孝寿 : 同上
- 「野郎と情婦」「密室」清水世津 : 同上
- 「ママ訪問 絵亜甚のママは色っぽいピンク女優」 : 『Pinkyパンチ』8月創刊号所収、檸檬社、1970年8月発行